# 荣业街道
荣业街道是中华人民共和国吉林省松原市乾安县下辖的一个街道办事处。2020年，设立荣业街道。辖区范围东至民字村边界，南至归字村、王字村边界，西至鸣凤大街，北至翔字村、潜字村和水字镇龙字村边界。

## 行政区划
荣业街道下辖以下村级行政区划单位：
丹青社区、昆池社区、云腾社区、东南村、东北村。